# Selaginella cathedrifolia
Selaginella cathedrifolia là một loài dương xỉ trong họ Selaginellaceae. Loài này được Spring mô tả khoa học đầu tiên.